# Joaquín Prat Sandberg
Joaquín Prat Sandberg (Madrid, 17 de abril de 1975) es un periodista y presentador de televisión español ligado al grupo de comunicación Mediaset España.

## Biografía
Hijo del popular presentador Joaquín Prat y hermano de la presentadora Alejandra Prat y de la periodista Andrea Prat, cursó estudios de periodismo alcanzando su Licenciatura en la Universidad Europea de Madrid, tras haber abandonado la carrera de ciencias económicas en la Universidad Complutense.
Sus inicios profesionales se sitúan en la radio, medio en el que ingresa como becario, junto a Iñaki Gabilondo en Hoy por hoy, de la Cadena SER.
Sin embargo, es la televisión la que mayor popularidad le ha proporcionado. Aparece por primera vez en la red de cadenas Localia del Grupo Prisa en 2008 en el programa El octavo mandamiento, junto a Javier Cárdenas. Ese mismo año da el salto a la televisión nacional en la entonces recién nacida Cuatro, compartiendo plató con Raquel Sánchez Silva en Visto y Oído.
Desde 2009 y tras la marcha de Óscar Martínez, se incorpora al equipo de presentadores de El Programa de Ana Rosa, en las mañanas de Telecinco de lunes a viernes.
Además, desde 2009 a 2016, presenta anualmente junto a Paz Padilla la gala especial de Nochebuena La noche en Paz y desde 2011 a 2016 su versión de Nochevieja El año en Paz igualmente en Telecinco.
En el verano de 2013, presentó en la misma cadena el reality show Campamento de verano.
En septiembre de 2014, se puso al frente como coach del talent show infantil Pequeños Gigantes de Telecinco.
El 14 de abril de 2015, tiene a su primer hijo, Joaquín, con su por entonces pareja, Yolanda.
El 21 de julio de 2015 se confirmó su regreso a la Cadena SER para ser animador de Carrusel Deportivo junto con Juan Ochoa.
Durante su etapa en El programa de Ana Rosa fue el encargado de presentar el programa en verano durante las vacaciones de Ana Rosa Quintana. Además, entre el 25 de noviembre de 2019 y el 15 de julio de 2022, compaginó el último tramo del programa de las mañanas de Telecinco con las tardes de Cuatro, donde pasó a presentar Cuatro al día. El 18 de julio de 2022, Mediaset España le encarga la conducción de Ya es mediodía tras la marcha de Sonsoles Ónega a Antena 3.
Un año más tarde, en septiembre de 2023, con el fin de El programa de Ana Rosa tras la marcha de su presentadora, Ana Rosa Quintana, a las tardes de Telecinco, Mediaset España le confió a Prat la franja de 10:30 a 15:00 con un nuevo programa llamado Vamos a ver, el cual presentó entre el 11 de septiembre de 2023 y el 31 de julio de 2025, ya que con el comienzo de la temporada televisiva 2025-2026, daría el salto a las tardes de Telecinco con un magacín de entretenimiento, política, actualidad, sucesos y crónica social. Estará acompañado en la presentación del espacio por César Muñoz y María Ruiz.

## Televisión

### Como presentador
| Año             | Programa                                                            | Cadena    | Notas       |
| --------------- | ------------------------------------------------------------------- | --------- | ----------- |
| 2008            | Visto y oído                                                        | Cuatro    | Presentador |
| 2009 – 2023     | El programa de Ana Rosa                                             | Telecinco | Presentador |
| 2009 – 2023     | El programa del verano                                              | Telecinco | Presentador |
| 2009 – 2016     | La noche en Paz                                                     | Telecinco | Presentador |
| 2009 – 2016     | El año en Paz                                                       | Telecinco | Presentador |
| 2013            | Campamento de verano                                                | Telecinco | Presentador |
| 2014            | Pequeños gigantes                                                   | Telecinco | Coach       |
| 2019 – 2022     | Cuatro al día                                                       | Cuatro    | Presentador |
| 2020            | Juegos sin fronteras                                                | Telecinco | Presentador |
| 2021 – 2022     | ¡Viva la fiesta!                                                    | Telecinco | Presentador |
| 2022            | Julián Muñoz: no es la hora de la venganza, es la hora de la verdad | Telecinco | Presentador |
| 2022            | Maite Zaldívar: maldita la hora                                     | Telecinco | Presentador |
| 2022 – 2023     | Ya es mediodía                                                      | Telecinco | Presentador |
| 2023            | La caza del encantador                                              | Telecinco | Presentador |
| 2023            | La Noche de Bosé                                                    | Telecinco | Presentador |
| 2023 – 2025     | Vamos a ver                                                         | Telecinco | Presentador |
| 2024 – 2025     | Vamos a ver verano                                                  | Telecinco | Presentador |
| 2024            | Dinastías                                                           | Telecinco | Presentador |
| 2025 – presente | ¿?                                                                  | Telecinco | Presentador |

### Como invitado
| Año               | Programa               | Cadena    | Notas    |
| ----------------- | ---------------------- | --------- | -------- |
| 2010              | Caiga quien caiga      | Cuatro    | Invitado |
| 2011              | ¡Qué tiempo tan feliz! | Telecinco | Invitado |
| 2011; 2013 – 2016 | Pasapalabra            | Telecinco | Invitado |
| 2017              | Dani&Flo               | Cuatro    | Invitado |
| 2019              | Sálvame                | Telecinco | Invitado |
| 2022              | Planeta Calleja        | Cuatro    | Invitado |

## Polémicas

#### Visita de Irene Montero a Estados Unidos
En julio de 2022 el periodista realizó fuertes declaraciones criticando a Irene Montero, ministra de Igualdad, en el programa Cuatro al día (Cuatro) en la que realizó afirmaciones que luego se probaron falsas como que su viaje a Estados Unidos no había sido oficial. Esto provocó una fuerte reacción de usuarios en redes sociales.